# 웅심산
웅심산(熊心山)은 주몽신화에 등장하는 산이다.

## 개요
주몽신화 속에서 하백과 해모수에서 정을 통했다고 하는 장소로, 현재 위치는 알 수 없다. 《삼국유사》에서는 웅신산(熊神山)으로 기록되어 있으며, 압록강 주위에 위치한 것으로 서술되어있다.
《구삼국사》에서 웅심연가(熊心淵上)에서 놀았다고 하기에 ‘웅심’은 연못을 뜻하는 것이라는 견해도 존재한다.